# Boinvilliers
Boinvilliers ist eine Gemeinde im französischen Département Yvelines in der Region Île-de-France. Sie gehört zum Kanton Bonnières-sur-Seine (bis 2015 Kanton Guerville) im Arrondissement Mantes-la-Jolie. Sie grenzt im Nordwesten an Flacourt, im Norden an Vert, im Nordosten an Villette, im Osten an Rosay, im Süden an Septeuil und Courgent, im Südwesten an Montchauvet und im Westen an Dammartin-en-Serve. Die Bewohner nennen sich Bonnvilliérois.

## Bevölkerungsentwicklung
| Jahr      | 1962 | 1968 | 1975 | 1982 | 1990 | 1999 | 2008 | 2014 |
| --------- | ---- | ---- | ---- | ---- | ---- | ---- | ---- | ---- |
| Einwohner | 109  | 95   | 159  | 195  | 234  | 280  | 266  | 282  |

## Sehenswürdigkeiten

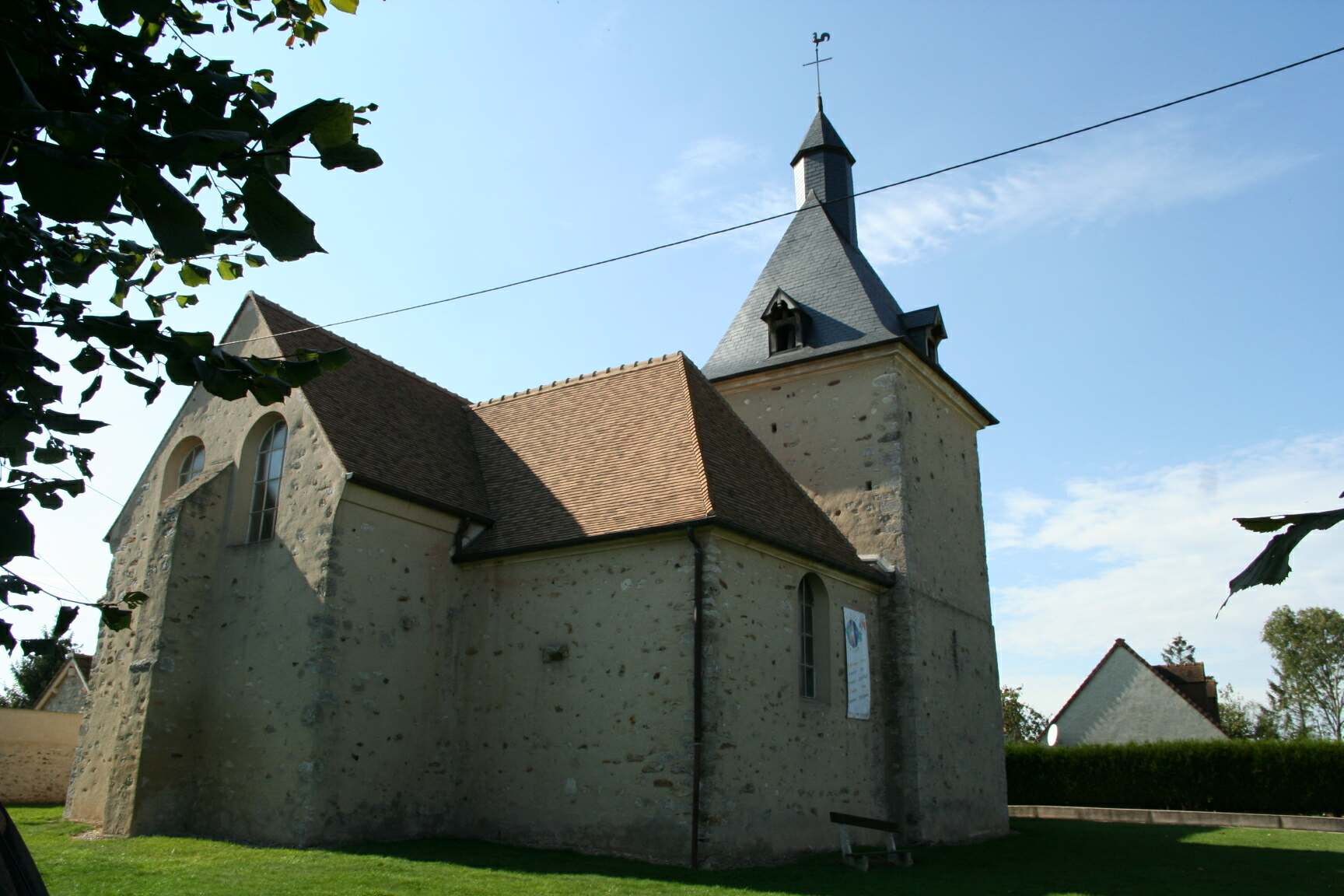
Kirche Saint-Clément-Jean-Baptiste
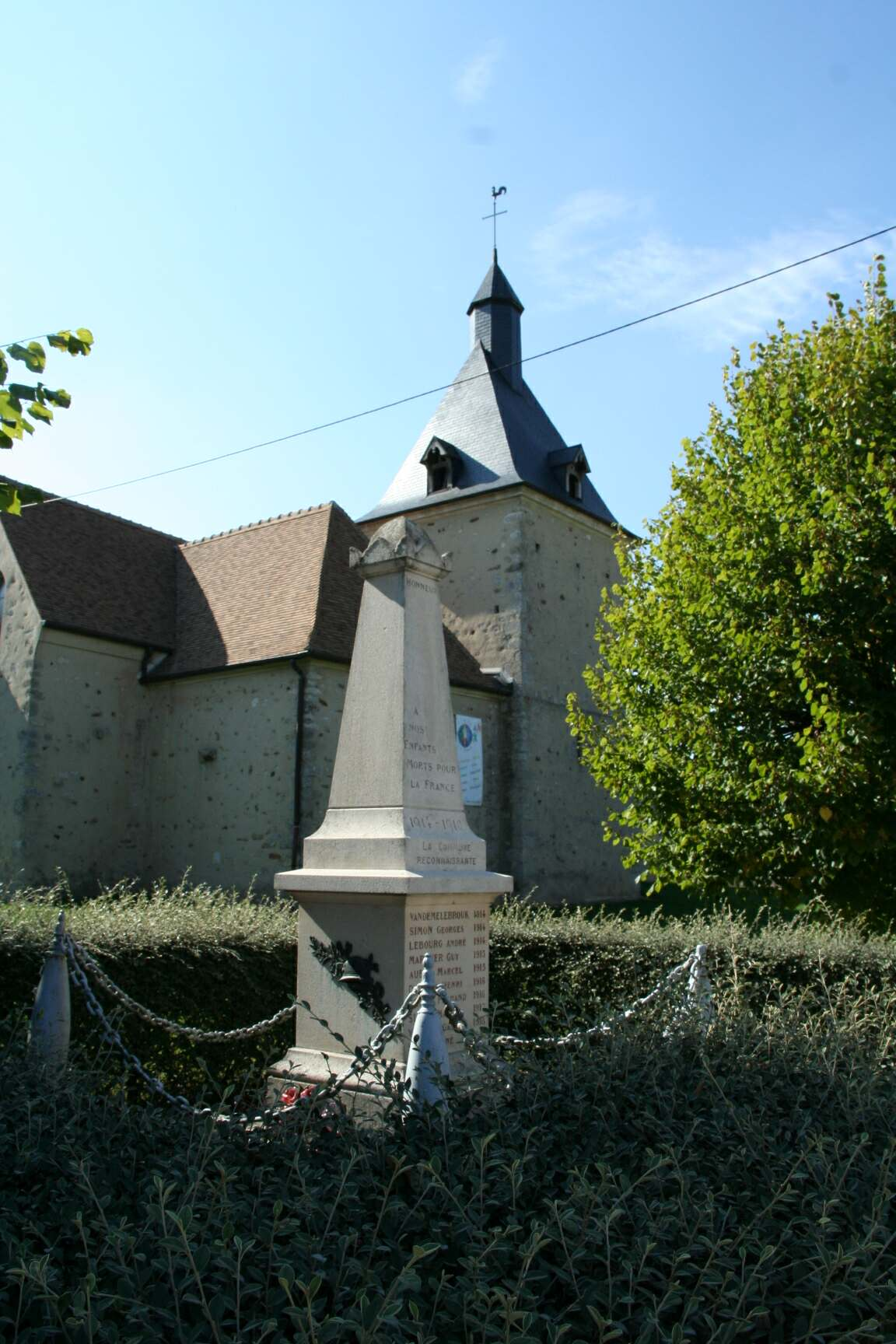
Kriegerdenkmal
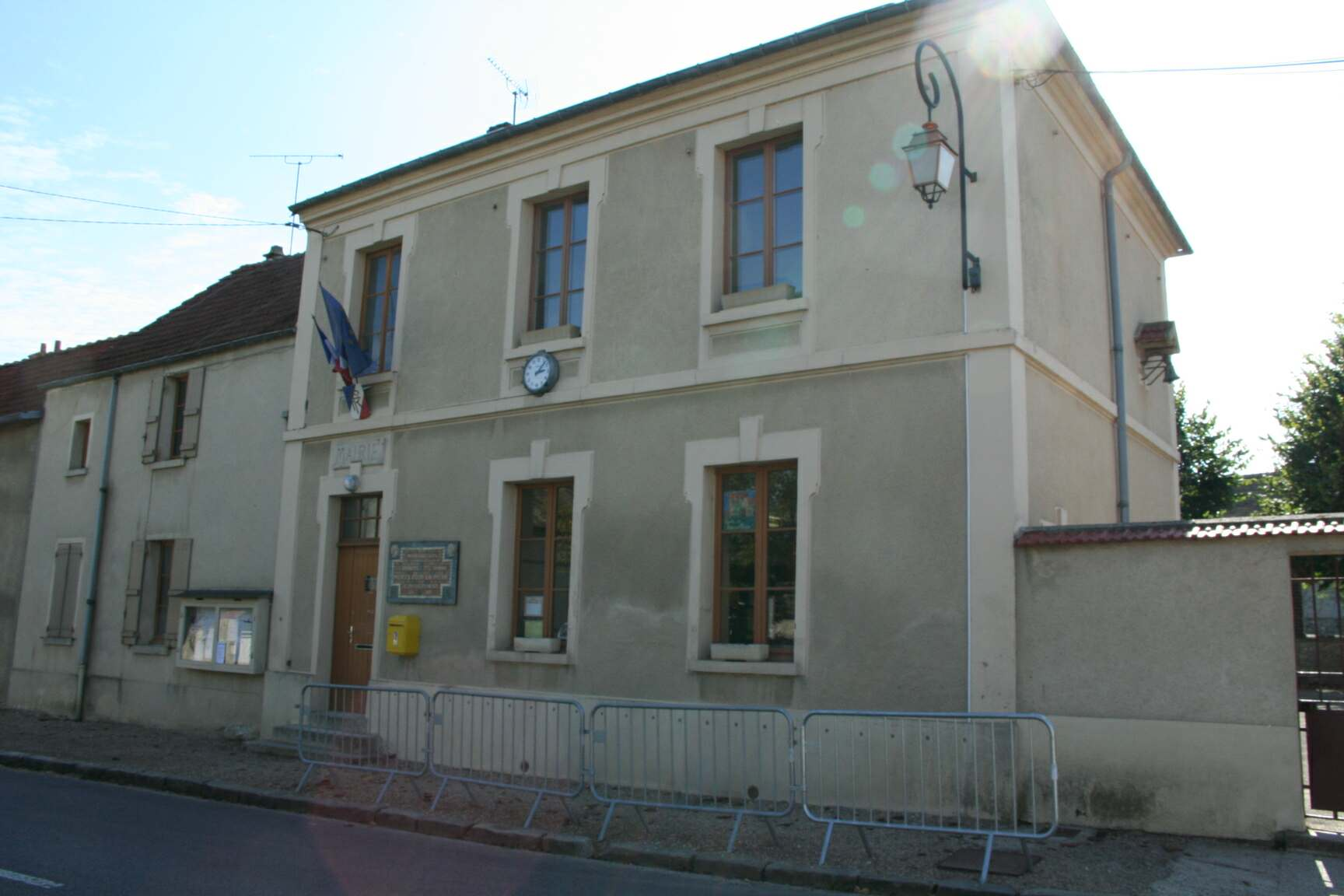
Mairie

- Kirche Saint-Clément-Jean-Baptiste
- Kriegerdenkmal
- Mairie